# عمر محمود عبد الله
عمر محمود عبد الله شهرته(الصيدلي) المولود في الموصل سنة 1941م، ولقد تخرج من كلية الصيدلة - جامعة بغداد عام 1965م، وكان ضابطاً في الجيش العراقي وخرج منه برتبة عميد وسجن في عهد صدام حسين بعض الوقت، ثم أستشهد سنة 2005م، على أيدي مجموعة من الأرهابيين في مدينة الموصل، وله عدد من الكتب والدراسات ومؤلفات عديدة في القصص الإسلامية تربو على السبعين مؤلفاً. مارس الخطابة والوعظ في العديد من جوامع ومساجد نينوى وكان معروفاً بنشاطاته الاجتماعية سواء في حث الشباب على الزواج من الارامل بعد الحروب أو في الحرب مع إيران أو نشاطاته وقت الحصار الاقتصادي وتوقف دخول الادوية إلى الموصل فكان يقوم بتوزيع الادوية مجانا للفقراء وبأسعار مناسبة للغير. كان له جماهيرية واسعة وتأثير كبير في الصحوة الإسلامية في العراق وفي جيل شباب المساجد. له من الأبناء خمسة ومن البنات اثنتين .